# رونی کلایتون (بازیکن فوتبال، زاده ۱۹۳۷)
رونی کلایتون (انگلیسی: Ronnie Clayton؛ زادهٔ ۱۸ ژانویهٔ ۱۹۳۷) بازیکن فوتبال اهل بریتانیا است.
از باشگاه‌هایی که در آن بازی کرده‌است می‌توان به باشگاه فوتبال هرفورد یونایتد اشاره کرد.